# Böyük Zirə adası
Böyük Zirə adası (wcześniej także jako Nargin) – wyspa należąca do Azerbejdżanu, na Morzu Kaspijskim, w Bakı arxipelaqı.

## Latarnia morska

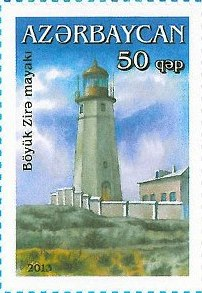
Latarnia morska na Böyük Zirə adası na azerbejdżańskim znaczku pocztowym

Latarnia morska na wyspie została uruchomiona w 1884. Po ataku Niemiec na ZSRR została wyburzona, aby utrudnić lokalizowanie się niemieckim samolotom. W 1958 latarnię odbudowano. Ma 18 metrów wysokości. Zasilana jest poprzez panele słoneczne. Zanim powstała, do Zatoki Bakijskiej statki naprowadzała Baszta Dziewicza w Baku.

## Historia
W czasie I wojny światowej na wyspie zorganizowano obóz jeniecki. Zginęło w nim około 10 000 tureckich żołnierzy i cywilów. Zostali oni wzięci do niewoli przez Cesarską Armię Rosyjską w latach 1914–1915 wskutek działań wojennych, zwanych operacją pod Sarıkamış (obecna prowincja Kars).
Przed I wojną światową na wyspie istniało więzienie dla szczególnie niebezpiecznych przestępców.
Liczna grupa więźniów, a później także jeńców, zginęła od ukąszeń jadowitych węży zamieszkujących wyspę. Z tego powodu Böyük Zirə adası nazywano także Wyspą Węży.
16 lipca 1920 na wyspie bolszewicy rozstrzelali İbrahima ağa Usubova – generała majora w Cesarskiej Armii Rosyjskiej i armii Demokratycznej Republiki Azerbejdżanu.

## Plany urbanistyczne
W 2009 architekci Bjarke Ingels Group na zlecenie azerbejdżańskiego holdingu Aurositi opracowali koncepcję ekokurortu na wyspie. Planowano między innymi budowę siedmiu publiczno-prywatnych wieżowców, rozmieszczonych wzdłuż wyspy, przypominających kształtem najważniejsze szczyty Azerbejdżanu. Teren w środku wyspy, między wieżowcami, miałby charakter równinny. Wysokie budynki stylizowane na górski łańcuch zapewniałyby tejże „równinie” ochronę przed porywistym wiatrem, pozwalałyby regulować jego kierunek i siłę. W założeniu dzięki temu niżej zlokalizowana przestrzeń miejska traciłaby mniej ciepła. Wokół wybrzeża miałoby powstać około 300 prywatnych willi. Mimo wielkiego rozgłosu inwestycji nigdy nie rozpoczęto.